# 로자 루첼라이
로자 루첼라이' (Loggia Rucellai)는 이탈리아 피렌체에 있는 이탈리아 르네상스 양식의 로자이다. 비냐노우바 거리 (Via della Vigna Nuova)에 있는 루첼라이 궁전 반대편에 위치했으며, 루첼라이 광장을 바라보고 있다. 1460년대 조반니 디 파올로 루첼라이가 지었으며; 레온 바티스타 알베르티가 디자인했다고 하지만 이 기여에 대해서는 논쟁이 있다. 본래 이 건물은 루첼라이 가문의 결혼식과 다른 기념 행사를 위한 목적이였으나, 현재는 유리창을 끼워 가게로 사용되고 있다.

## 역사

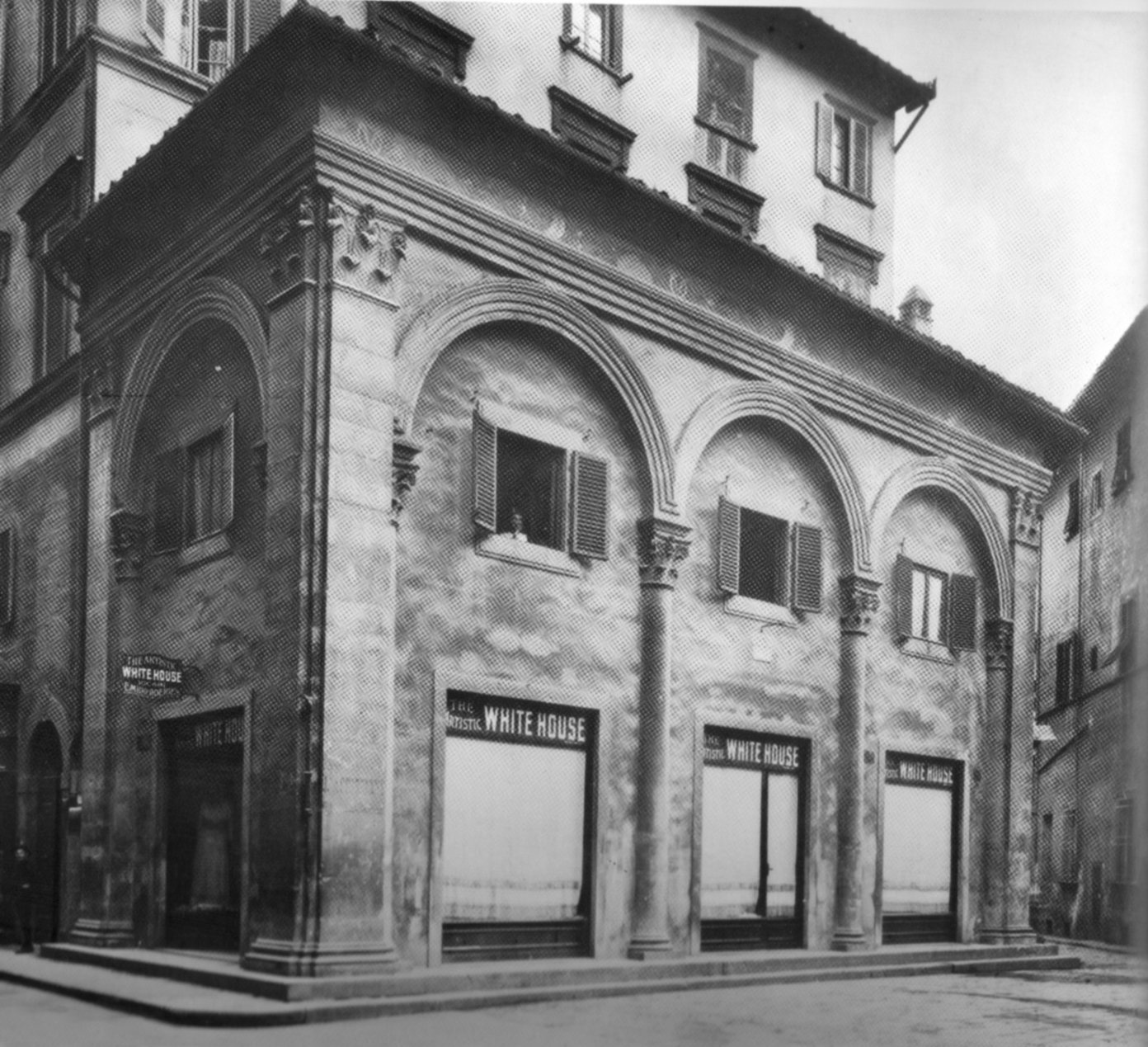
1880년 로자 루첼라이

로자 루첼라이는 조반니의 아들 베르나르도 루첼라이와 로렌초 일 마니피코의 누이이자 피에로 디 코시모 데 메디치의 딸인 난니나 데 메디치의 결혼식이 열린 날짜인 1466년 6월 8일 이전에 완공되었다. 결혼식에서 500명의 하객들이 루첼라이 궁전 앞에 있는 거리와 광장 전체를 차지한 삼각형의 연단에 앉았다.